# سن خوزه (آریزونا)
سن خوزه (به انگلیسی: San Jose) یک منطقهٔ مسکونی در ایالات متحده آمریکا است که در شهرستان گرهم، آریزونا واقع شده‌است. سن خوزه ۱۰٫۹۱ کیلومتر مربع مساحت و ۳٬۷۱۶ نفر جمعیت دارد و ۹۱۹٫۹ متر بالاتر از سطح دریا واقع شده‌است.